# Führerschein (EU-Recht)

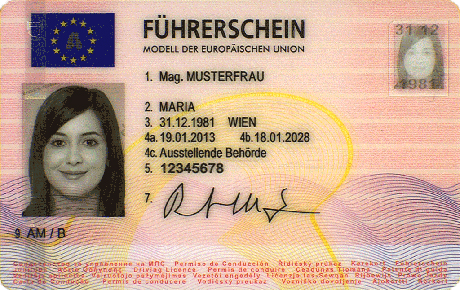
EU-Führerschein, Seite 1 (Muster). Links oben im blauen Rechteck das Unterscheidungszeichen A für den ausstellenden Mitgliedstaat Österreich.

Der Führerschein nach EU-Recht ist ein nationaler Führerschein gemäß dem in Anhang I der Richtlinie 2006/126/EG über den Führerschein (dritte Führerschein-Richtlinie) wiedergegebenen Muster. Die von den Mitgliedstaaten ausgestellten EU-Führerscheine werden gegenseitig anerkannt (Art. 2 Nr. 1 der Richtlinie 2006/126/EG über den Führerschein (dritte Führerscheinrichtlinie)).
Die Schweiz hat ihr Kategoriensystem überwiegend an das der EU angeglichen.

## Ausweisformat und Ausgestaltung des EU-Führerscheins
Die verschiedenen Führerscheinmodelle innerhalb der EU wurden zum 19. Januar 2013 nach der dritten Führerschein-Richtlinie durch den einheitlichen Führerschein im Scheckkartenformat abgelöst. Seit diesem Datum darf nur noch dieser bei der Neuausstellung ausgegeben werden. Alte Führerscheine haben Übergangsfristen; die Mitgliedstaaten des Europäischen Union EU müssen allerdings sicherstellen, dass bis zum 19. Januar 2033 alle ausgestellten oder in Umlauf befindlichen Führerscheine alle Anforderungen der dritten Führerschein-Richtlinie erfüllen. Je nach Ausstellungsjahr gilt eine bestimmte Umtauschfrist für Führerscheine, die vor dem 19. Januar 2013 ausgestellt wurden.
Das Kartenformat folgt den Vorgaben von biometrischen Identitätsdokumenten, deshalb enthält der Führerschein ein entsprechendes Lichtbild der Person. Das Foto muss den folgenden Anforderungen entsprechen:
- Format 35 mm × 45 mm;
- Kopf in keine Richtung geneigt;
- Gesicht gleichmäßig ausgeleuchtet;
- Gesichtsausdruck neutral;
- Augen blicken direkt in Richtung Kamera;
- Hintergrund einfarbig;
- Bild nicht älter als sechs Monate.

Die EU-Führerscheine enthalten folgende Daten (Anhang I der 3. EU-Führerscheinrichtlinie):

### Vorderseite
- 1. Name des Inhabers
- 2. Vorname des Inhabers
- 3. Geburtsdatum und Geburtsort (Zum Beispiel TT.MM.JJJJ Paris)
- 4a. Ausstellungsdatum des Führerscheins
- 4b. Ablaufdatum des Führerscheins, bei unbefristeten Führerscheinen —
- 4c. Ausstellende Behörde (Bsp. Landratsamt bei deutschen EU-Führerscheinen, Bezirkshauptmannschaft bei österreichischen Führerscheinen)
- 4d. Nummer für Verwaltungszwecke (nicht bei allen EU-Führerscheinen)
- 5. Führerscheinnummer
- 6. Bild des Inhabers
- 7. Unterschrift des Inhabers
- 8. Wohnort (nicht bei allen EU-Führerscheinen)
- 9. Fahrerlaubnisklassen (Bsp. AM/A1/A2/A/B/L), nationale Klassen werden in einer anderen Schriftart gedruckt als die harmonisierten Klassen.

### Rückseite

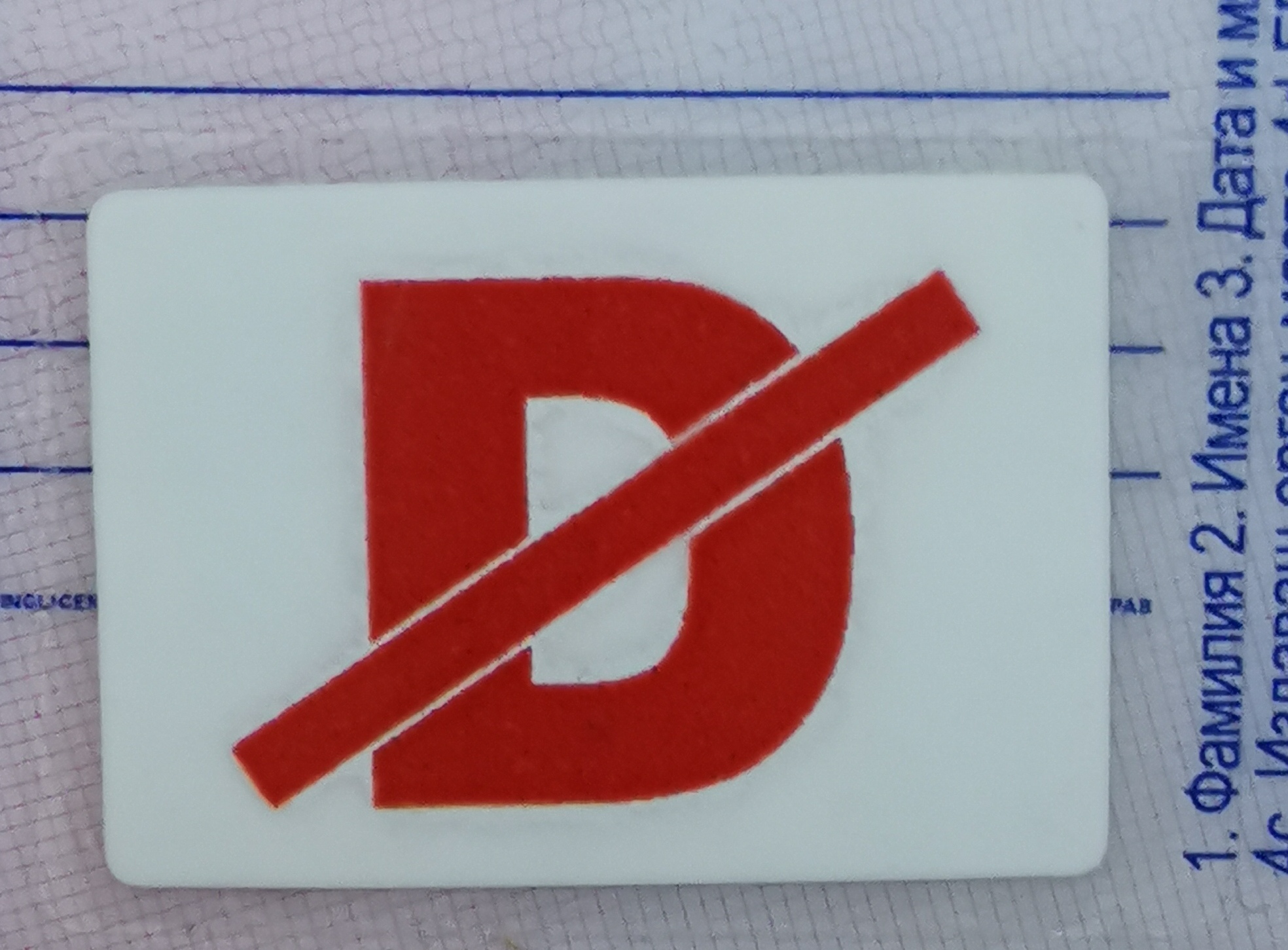

- 10. Erteilungsdatum für jede Klasse (TT.MM.JJ)
- 11. Ablaufdatum der jeweiligen Klasse (TT.MM.JJ)
- 12. Beschränkungen/Zusatzangaben (Zum Beispiel 01.06 für Brille oder Kontaktlinsen, siehe auch Schlüsselzahlen)
- 13. Angaben für Verwaltungszwecke des aufnehmenden Mitgliedstaates (Wird in Deutschland z. B. für das durchgestrichene rote D benutzt, um die Aberkennung der Fahrerlaubnis für Deutschland nach §§ 46 Abs. 1 S. 1, Abs. 5, 47 Abs. 2 S. 3 FeV oder §§ 69 Abs. 1 S. 1, 69b Abs. 2 S. 2 StGB auf ausländischen Führerscheinen (auch EU-Führerscheinen) zu vermerken).[3][4][5]
- 14. Angaben für Verwaltungszwecke/Verkehrssicherheit (Zum Beispiel in Deutschland für das Prüfungsdatum der Fahrerlaubnisklasse, damit der Fahrprüfer das Prüfungsdatum eintragen und den Führerschein direkt aushändigen kann. Unter 10. ist dann nur  oder ) angegeben)[6][7]

Zudem sind die EU-Führerscheine vorbereitet, um einen Mikrochip oder ähnlich  aufzunehmen. Der EU-Führerschein entspricht grundlegend dem Anhang 6 der Wiener Straßenverkehrskonvention (1968).

## Führerscheinklassen
Die Führerscheinklassen und EU-Fahrzeugklassen wurden in der Europäischen Union vereinheitlicht. Eine weitere Differenzierung der Tabelle erfolgt durch Schlüsselzahlen.
| Klasse                                  | Symbol          | Beschreibung Terminologie gemäß EU-Richtlinie (Deutschland, Österreich) | Erwerb | Setzt voraus    | Schließt ein | Bemerkungen |
| Kleinkrafträder                         | Kleinkrafträder | Kleinkrafträder | Kleinkrafträder | Kleinkrafträder | Kleinkrafträder | Kleinkrafträder |
| --------------------------------------- | --------------- | --- | --- | --------------- | --- | --- |
| AM                                      |                 | zwei- oder dreirädrige Kraftfahrzeuge mit einer bauartbedingten Höchstgeschwindigkeit von bis zu 45 km/h, bis 4 kW, 50 cm³, bis 270 kg leer. Vierrädrige Leichtkraftfahrzeuge bis 45 km/h, bis 6 kW, bis 50 cm³, bis 425 kg leer. | ab 16 Jahren bzw. in Österreich und Deutschland ab 15 Jahren, in Italien ab 14 Jahren.                                                                    | –               | | Beim Mindestalter ist eine Absenkung bis auf 14 Jahre oder eine Anhebung bis auf 18 Jahre möglich. In Italien dürfen Passagiere erst ab 16 Jahren mitgenommen werden. |
| Motorrad/Krafträder*                    |                 | | |                 | | |
| A1                                      |                 | Krafträder mit einem Hubraum von bis zu 125 cm³ mit einer Motorleistung von bis zu 11 kW (Leichtkrafträder) und einem Leistungsgewicht bis zu 0,1 kW/kg sowie dreirädrige Kraftfahrzeuge mit einer Leistung von bis zu 15 kW      | ab 16 bzw. 18 Jahren | –               | AM | |
| A2                                      |                 | Krafträder mit einer Motorleistung von bis zu 35 kW und einem Leistungsgewicht bis zu 0,2 kW/kg, die nicht von einem Fahrzeug mit mehr als der doppelten Motorleistung abgeleitet sind                                            | frühestens ab 18 Jahren (bspw. Griechenland: 20 Jahre) | –               | A1, AM | Nach zweijährigem Besitz der Klasse A2 ist ein Aufstieg in die unbeschränkte Klasse A möglich. Je nach Land ist dafür zusätzlich eine Prüfung oder ein Kurs notwendig. |
| A                                       |                 | Krafträder über 50 cm³ oder über 45 km/h, auch mit Beiwagen, sowie dreirädrige Kraftfahrzeuge mit einer Leistung von mehr als 15 kW                                                                                               | Frühestens ab 20 Jahren (bspw. Griechenland: 22 Jahre) bei mindestens zweijähriger Fahrpraxis (Nachweis der Fahrpraxis nicht erforderlich) der Klasse A2. | –               | A1, A2, AM | Forderung der Fahrpraxis bei Neuerwerb entfällt ab dem 24. Lebensjahr. |
| Mehrspurige Kraftfahrzeuge              |                 | | |                 | | |
| B1                                      |                 | Mehrspurige Kraftfahrzeuge bis 550 kg Leermasse | je nach Land ab 16 oder 18 Jahren | –               | | In den Staaten, in denen diese Klasse nicht eingeführt wurde (zum Beispiel in Deutschland), wird für Fahrzeuge der Klasse B1 die Fahrerlaubnisklasse B benötigt. |
| B                                       |                 | Mehrspurige Kraftfahrzeuge bis 3,5 t zulässiger Gesamtmasse und maximal 9 Sitzplätzen (einschließlich Fahrer). | Je nach Land ab 17 (Begleitetes Fahren) oder ab 18 Jahren                                                                                                 | –               | AM (in Deutschland), B1. A1 in Ländern, die Richtlinie 2006/126/EG Art. 6, Ziff. 3b in nationales Recht umgesetzt haben (s. Details). | Auch mit Anhänger bis 0,75 t zulässiger Gesamtmasse (zulässige Gesamtmasse des Zuges 4,25 t) oder mit Anhänger über 0,75 t zulässiger Gesamtmasse (zulässige Gesamtmasse des Zuges 3,5 t). Letztere Kombination kann durch Schlüsselzahl 96 auf 4,25 t zulässiger Zuggesamtmasse erweitert werden. |
| C1                                      |                 | Mehrspuriges Kraftfahrzeug bis 7,5 t zulässiger Gesamtmasse, maximal 9 Sitzplätze (einschließlich Fahrer) | ab 18 Jahren | B               | – | Anhänger bis 0,75 t zulässiger Gesamtmasse; befristet gültig |
| C                                       |                 | Mehrspurige Kraftfahrzeuge über 3,5 t zulässiger Gesamtmasse, maximal 9 Sitzplätze (einschließlich Fahrer) | Je nach Land oder Sonderbestimmungen 18 oder 21 Jahre | B               | C1 | Anhänger bis 0,75 t zulässiger Gesamtmasse; befristet gültig |
| Omnibusse                               |                 | | |                 | | |
| D1                                      |                 | Omnibusse mit bis zu 17 Sitzplätzen einschließlich Fahrer und höchstens 8 m Länge | ab 21 Jahren | B               | – | Anhänger bis 0,75 t zulässiger Gesamtmasse; befristet gültig |
| D                                       |                 | Omnibusse mit mehr als 9 Sitzplätzen (einschließlich Fahrer) | Je nach Land ab 21 oder 24 Jahren | B               | D1 D1E und DE, sofern CE vorhanden | Anhänger bis 0,75 t zulässiger Gesamtmasse; befristet gültig |
| Mehrspurige Kraftfahrzeuge mit Anhänger |                 | | |                 | | |
| BE                                      |                 | Züge aus B-Zugfahrzeug und Anhänger über 0,75 t zulässiger Gesamtmasse (sofern der Zug nicht unter Klasse B fällt) | Je nach Land ab 17 (Begleitetes Fahren) oder 18 Jahren | B               | – | Anhänger bis 3,5 t zulässiger Gesamtmasse Hinweis: B96 ist keine eigene Führerscheinklasse für Anhänger, sondern nur eine Erweiterung der Klasse B um die Schlüsselzahl 96. |
| C1E                                     |                 | Züge aus C1-Zugfahrzeug und Anhänger über 0,75 t zulässiger Gesamtmasse, sowie Züge aus B-Zugfahrzeug und Anhänger über 3,5 t zulässiger Gesamtmasse                                                                              | ab 18 Jahren | C1              | BE | Züge bis 12 t zulässiger Gesamtmasse, unter 21 Jahren keine gewerbliche Güterbeförderung über 7,5 t |
| CE                                      |                 | Lastzüge und Sattelkraftfahrzeuge | ab 18 Jahren | C               | BE, C1E D1E und DE sofern D1 bzw. D vorhanden                                                                                         | Anhänger über 0,75 t zulässiger Gesamtmasse, unter 21 Jahren keine gewerbliche Güterbeförderung über 7,5 t, befristet gültig |
| D1E                                     |                 | Züge aus D1-Zugfahrzeug und Anhänger mit mehr als 0,75 t zulässiger Gesamtmasse | ab 21 Jahren | D1              | BE | Züge bis 12 t zulässiger Gesamtmasse (zulässige Gesamtmasse des Anhängers nicht größer als Leermasse des Zugfahrzeuges) |
| DE                                      |                 | Züge aus D-Zugfahrzeug und Anhänger mit mehr als 0,75 t zulässiger Gesamtmasse | Je nach Land ab 21 oder 24 Jahren | D               | BE, D1E | befristet gültig |

* Als Kraftrad gilt jedes zweirädrige Kraftfahrzeug mit oder ohne Beiwagen im Sinne des Artikels 1 Absatz 2 Buchstabe b der Richtlinie 2002/24/EG. Als dreirädriges Kraftfahrzeug gilt jedes mit drei symmetrisch angeordneten Rädern ausgestattete Kraftfahrzeug im Sinne des Artikels 1 Absatz 2 Buchstabe c der Richtlinie 2002/24/EG.

## Überblick der Führerscheine der verschiedenen Mitgliedstaaten
Die Tabelle ist nicht vollständig, somit ist nur eine Auswahl enthalten.
| Mitgliedstaat | Vorderseite                                                                      | Rückseite                                                                       | Gültigkeit des Führerscheindokuments | Ausstellende Behörde                                                    |
| ------------- | -------------------------------------------------------------------------------- | ------------------------------------------------------------------------------- | --- | ----------------------------------------------------------------------- |
| Belgien       | Belgium driver’s license 2019                                                    | Belgium driver’s license 2019 (verso)                                           | 10 Jahre | Föderaler Öffentlicher Dienst Mobilität und Transportwesen              |
| Deutschland   |                                                                                  |                                                                                 | 15 Jahre | Führerscheinstellen als Fahrerlaubnisbehörden gem. § 73 Abs. 1 S. 1 FeV |
| Dänemark      | KørekortFor                                                                      | KørekortBag                                                                     | 15 Jahre |                                                                         |
| Frankreich    |                                                                                  |                                                                                 | 1–5 Jahre für die Klassen C1, C, C1E, CE, D1, D, D1E, DE und für die gewerbliche Nutzung der Klassen A und B. 15 Jahre für die Klassen AM, A1, A2, A, B1, B, BE | Präfektur via ANTS                                                      |
| Finnland      | Specimen for the European driving licence used in Finland since 2019, front side | Specimen for the European driving licence used in Finland since 2019, rear side | 2–15 Jahre, abhängig von der Fahrerlaubnisklasse | Traficom                                                                |
| Griechenland  | SPECIMEN Greece drivers license 2019 edition                                     | Contemporary Greek drivers licence - back - specimen                            | 15 Jahre | Ministerium für Infrastruktur und Transport                             |
| Italien       | IT licence (front)                                                               | IT licence (back)                                                               | Klassen AM, A1, A2, A, B1, B und BE - 10 Jahre |                                                                         |
| Kroatien      | Croatian driving licence 2023 (recto)                                            | Croatian driving licence 2023 (verso)                                           | Klassen C1, C1E, C, CE, D1, D1E, D, DE, H - 5 Jahre Klassen AM, A1, A2, A, B, BE, F, G - 10 Jahre |                                                                         |
| Luxemburg     | Luxembourg, permis de conduire CE (recto)                                        | Луксембург                                                                      | Klassen AM, A1, A2, A, B und BE: - 10 Jahre bis zum 70. Lebensjahr - 3 Jahre zwischen dem 70. und 79. Lebensjahr - 1 Jahr ab dem 80. Lebensjahr Klassen C1, C1E, C, CE, D, D1, D1E und DE: - 5 Jahre bis zum 70. Lebensjahr, - Ab dem 70. Lebensjahr 3 Jahre; - Führerscheine für Personen über 75 Jahre werden für diese Klassen nicht ausgestellt. | SNCA (Société Nationale de Circulation Automobile)                      |
| Österreich    |                                                                                  | A Licence 2013 Back                                                             | 15 Jahre | Bezirkshauptmannschaft bzw. Magistrat oder Landespolizeidirektionen     |
| Polen         | Driving licence Poland 2013 recto                                                | Driving licence Poland 2013 verso                                               | 15 Jahre | Starosta (Hauptmann) oder prezydent miasta (kreisfreie Städte)          |
| Rumänien      | RO licence front                                                                 | RO licence back                                                                 | Klassen AM, A1, A2, A, B und BE: - 10 Jahre Klassen C1, C1E, C, CE, D, D1, D1E und DE: - 5 Jahre |                                                                         |
| Schweden      | Swedish driving license - front                                                  | Swedish driving license - back                                                  | Klassen AM, A1, A2, A, B und BE: - 10 Jahre Klassen C1, C1E, C, CE, D, D1, D1E und DE: - 5 Jahre | Transportstyrelsen                                                      |

EWR-Staaten-Führerscheine, welche der EU-Führerscheinrichtlinie entsprechen:
| EWR-Staat | Vorderseite                         | Rückseite                          | Gültigkeit des Führerscheindokuments | Ausstellende Behörde        |
| --------- | ----------------------------------- | ---------------------------------- | --- | --------------------------- |
| Norwegen  | Norway driving licence front (2022) | Norway driving licence back (2022) | 15 Jahre | Statens vegvesen            |
| Island    |                                     |                                    | - 15 Jahre bis zum 70. Lebensjahr - 4 Jahre ab dem 71. Lebensjahr - 3 Jahre ab dem 72. Lebensjahr - 2 Jahre zwischen dem 72. Lebensjahr – 79. Lebensjahr - 1 Jahr ab dem 80. Lebensjahr | Isländische Verkehrsbehörde |

EFTA-Staaten-Führerscheine, welche der EU-Führerscheinrichtlinie entsprechen:
| EFTA-Staat | Vorder- und Rückseite | Gültigkeit des Führerscheindokuments | Ausstellende Behörde                                                   |
| ---------- | --------------------- | --- | ---------------------------------------------------------------------- |
| Schweiz    | CH-Führerausweis neu  | „Definitiver“ Führerausweis: - unbefristet „Zweiphasen“-Führerausweis: - 3 Jahre. Mit Ablauf der Probezeit von 3 Jahren mit klagloser Fahrpraxis wird der „definitive“ Führerausweis erteilt. | Motorfahrzeugkontrolle oder Strassenverkehrsamt des jeweiligen Kantons |

## Regelungen in verschiedenen Ländern
Fahrerlaubnisklassen, die nur auf nationaler Ebene ausgestellt werden und gültig sind (landwirtschaftliche Fahrzeuge, Mofas etc.), sind in den folgenden Artikeln über besondere nationale Regelungen zu finden:
- Besondere Regelungen in Deutschland siehe: Führerschein und Fahrerlaubnis (Deutschland)
- Besondere Regelungen in Österreich siehe: Führerschein und Lenkberechtigung (Österreich)

## Krafträder Klasse A1 mit dem Auto-Führerschein Klasse B
Gem. Art. 6 Nr. 3 der Richtlinie 2006/126/EG (dritten EU-Führerscheinrichtlinie) können die Mitgliedstaaten für das Führen von Fahrzeugen in ihrem Hoheitsgebiet folgende Äquivalenzen festlegen:

a) dreirädrige Kraftfahrzeuge mit einer Leistung von mehr als 15 kW fallen unter den Führerschein der Klasse B, sofern der Inhaber dieses Führerscheins mindestens das 21. Lebensjahr vollendet hat;

b) Krafträder der Klasse A1 fallen unter den Führerschein der Klasse B.
Da die nur im jeweiligen Hoheitsgebiet gilt, geben die Mitgliedstaaten auf dem Führerschein nicht an, dass der Inhaber zum Führen dieser Fahrzeuge berechtigt ist.
Die Regelung wurde von Land zu Land unterschiedlich umgesetzt. Sie gilt ebenfalls für Touristen, sofern diese die entsprechenden Auflagen erfüllen:
- Italien: Keine Beschränkung.[14][15][16]
- Lettland: Keine Beschränkung.
- Portugal: Mindestalter 25 Jahre.[17]
- Tschechien: Nur Krafträder mit Automatikgetriebe.[18]
- Slowakei: Nach 2 Jahren und nur Krafträder mit Automatikgetriebe.
- Belgien: Nach 2 Jahren. Bei Führerscheinen ab 1. Mai 2011 sind zusätzlich 4 Übungsstunden erforderlich.
- Spanien, Polen: Nach 3 Jahren.
- Frankreich: Nach 2 Jahren und 7 Übungsstunden Oder: Wenn ein Versicherungsnachweis geführt werden kann, dass innerhalb von 5 Jahren vor dem Jahr 2011 ein entsprechendes Fahrzeug geführt wurde[19].
- Österreich: Nach 5 Jahren, 6 Übungsstunden in der Fahrschule oder beim Automobilclub und Eintragung von Schlüsselzahl 111 („Code 111“) im Führerschein.
- Malta: 10 Übungsstunden.
- Griechenland: Nach 6 Jahren, Mindestalter 27 Jahre, 5 Übungsstunden und Eintragung von Schlüsselzahl 121.
- Deutschland: Nach 5 Jahren, Mindestalter 25 Jahre, 13½ Übungsstunden und Eintragung von Schlüsselzahl 196.
- Ungarn: Nach 5 Übungsstunden (3 Theorie, 2 Praxis), theoretischer und vereinfachter praktischer Prüfung.

In Deutschland dürfen seit 2020 Besitzer einer Fahrerlaubnis der Klasse B nach Durchlaufen einer Zusatzausbildung von vier theoretischen und fünf praktischen Unterrichtseinheiten zu jeweils 1,5 Stunden (gesamt 13,5 Stunden) auch Leichtkrafträder der Klasse A1 führen (EU-Fahrzeugklasse L3e-A1). Das Mindestalter beträgt jedoch 25 Jahre (§ 6b Abs. 2 FeV) und es ist ein 5-jähriger Vorbesitz der Fahrerlaubnisklasse B erforderlich (§ 6b Abs. 1 S. 2 FeV). Nach absolvierter Zusatzausbildung wird die Berechtigung durch die zusätzliche Schlüsselzahl „196“ im Führerschein unter der Klasse B vermerkt. Außerhalb Deutschlands gilt die Erweiterung nicht, da es sich um eine nationale Schlüsselzahl handelt (§ 6b Abs. 1 S. 4 FeV). Ein Aufstieg in die Klassen A2 und A, wie beim A1-Führerschein, ist nicht vorgesehen.
Viele „alte“ Auto-Führerscheine fast aller Länder erlauben auch, die Klasse A1 zu fahren, zum Beispiel die der BRD vor dem 1. April 1980. Hierbei handelt es sich dann jedoch um die reguläre Klasse A1 und ist somit auch international gültig. Der Umfang alter Führerscheine aller Mitgliedsländer ist im Beschluss (EU) 2016/1945 der Kommission über Äquivalenzen zwischen Führerscheinklassen aufgelistet.

## Internationaler Führerschein
Der Internationale Führerschein (auch: zwischenstaatlicher Führerschein (österreichische Variante)) ist ein zeitlich befristetes (1 Jahr nach dem Pariser oder Genfer Abkommen bzw. 3 Jahre nach dem Wiener Abkommen) und weltweit gültiges Zusatzdokument zum nationalen Führerschein, es wird jedoch nur noch selten benötigt. Das Dokument enthält alle Daten des nationalen Führerscheins in verschiedenen Sprachen und ist je nach Ausfertigung nur in Kombination mit diesem gültig (Internationaler Führerschein nach dem Wiener Abkommen von 1968).
Der internationale Führerschein aus dem Pariser Abkommen (1926) und dem Genfer Abkommen (1949) sind für sich alleine gültig.
Innerhalb der Europäischen Union sowie in den EFTA-Staaten Island, Norwegen, Liechtenstein und der Schweiz ist der nationale Führerschein weiterhin ausreichend. Ebenso ist das Lenken eines Fahrzeugs in den gerne aufgesuchten Touristenzielen Kanada, Südafrika, Neuseeland und Australien mit dem nationalen Dokument möglich, das Mitführen eines Internationalen Führerscheins ist nicht zwingend erforderlich. In Australien und Neuseeland wird ein englischsprachiger Führerschein verlangt, eine Übersetzung des nationalen Führerscheins reicht jedoch aus.
In manchen Bundesstaaten der USA wird der Internationale Führerschein seit Anfang 2009 benötigt; hier wird das Mitführen des „Internationalen Führerscheins gemäß Wiener Übereinkommen über den Straßenverkehr von 1968“ empfohlen, obwohl er in den USA nicht offiziell anerkannt ist. Die Schweiz stellt jedoch keinen anderen Internationalen Führerschein aus.
Österreich stellt den „Internationalen Führerschein gemäß Genfer Abkommen über den Kraftfahrzeugverkehr von 1949“ aus, den die USA offiziell anerkennen. Deutschland stellt hingegen noch den Internationalen Führerschein nach dem Pariser Abkommen über Kraftfahrzeugverkehr vom 24. April 1926 aus, der zum Beispiel in Argentinien anerkannt wird. Die Schweiz stellt laut ASTRA nur den Internationalen Führerschein nach dem Wiener Übereinkommen über den Straßenverkehr von 1968 aus.
Außerhalb der EU ist das Mitführen eines internationalen Führerscheins grundsätzlich empfehlenswert.
| Staat                                                                                               | nur nationaler Führerschein ausreichend              | zusätzlich Internationaler Führerschein | Anmerkung |
| --------------------------------------------------------------------------------------------------- | ---------------------------------------------------- | --------------------------------------- | --- |
| Europa                                                                                              |                                                      |                                         | |
| Belarus                                                                                             | mit notariell beglaubigter Übersetzung               | wird nicht anerkannt                    | Obwohl Belarus Vertragsstaat des Wiener Abkommens über den Kraftfahrzeugverkehr (1968) ist, erkennt Belarus den internationalen Führerschein nach Anhang 7 des Abkommens nicht an. |
| EU-Staaten                                                                                          | ja                                                   | -                                       | |
| EWR-Staaten (Europäischer Wirtschaftsraum) Island, Liechtenstein, Norwegen                          | ja                                                   | -                                       | |
| Westbalkan-Staaten (Albanien, Bosnien und Herzegowina, Kosovo, Montenegro, Nordmazedonien, Serbien) | ja                                                   | -                                       | |
| Moldau                                                                                              | ja                                                   | empfohlen                               | |
| Russland                                                                                            | ja                                                   | empfohlen                               | |
| Schweiz                                                                                             | ja                                                   | -                                       | |
| Türkei                                                                                              | ja                                                   | -                                       | |
| Ukraine                                                                                             | ja                                                   | empfohlen                               | |
| Vereinigtes Königreich                                                                              | ja                                                   | -                                       | |
| Nordamerika                                                                                         |                                                      |                                         | |
| Dominikanische Republik                                                                             | ja                                                   | empfohlen                               | - |
| Haiti                                                                                               | -                                                    | ja                                      | - |
| Kanada                                                                                              | ja                                                   | empfohlen                               | Inzwischen haben alle kanadischen Provinzen mit Deutschland eine Vereinbarung zur Anerkennung des deutschen Führerscheins abgeschlossen. Mit dem deutschen Führerschein kann bei Besuchsaufenthalten in Kanada je nach Provinz bis zu 60 Tage bzw. 6 Monate gefahren werden. Rein vorsorglich ist die Mitnahme des internationalen Führerscheins empfehlenswert. |
| Vereinigte Staaten                                                                                  | wird geduldet, aber keine Rechtsgrundlage            | ja, empfohlen                           | In einigen US-Bundesstaaten kann der internationale Führerschein verpflichtend sein. |
| Mexiko                                                                                              | -                                                    | ja                                      | - |
| Mittel-/Südamerika                                                                                  |                                                      |                                         | |
| Argentinien                                                                                         | -                                                    | ja                                      | Es wird der internationale Führerschein nach dem Pariser Abkommen (1926) oder Genfer Abkommen (1949) benötigt, da Argentinien kein Vertragsstaat des Wiener Abkommens (1968) ist. |
| Belize                                                                                              | ja                                                   | -                                       | - |
| Bahamas                                                                                             | im Scheckkartenformat für touristische Aufenthalte   | -                                       | - |
| Bolivien                                                                                            | -                                                    | ja                                      | - |
| Brasilien                                                                                           | Grundsätzlich ja, mit Identitätsnachweis (Reisepass) | empfohlen                               | Für das Führen von Kfz in Brasilien bei touristischen Aufenthalten reicht grundsätzlich ein nationaler deutscher Führerschein und ein zusätzlicher Identitätsnachweis (Reisepass). Zur Vermeidung von Verständigungsproblemen wird zusätzlich die Mitnahme des internationalen Führerscheins oder eine beglaubigte Übersetzung ins Portugiesische empfohlen. Für den grauen deutschen Führerschein ist eine beglaubigte Übersetzung zwingend vorgeschrieben. Das Führen von Kfz der Klassen C, D und E erfordert in Brasilien das Mindestalter 21. Bei längerem Aufenthalt muss ein zeitlich begrenzter Führerschein in Brasilien ausgestellt werden.                                                                       |
| Chile                                                                                               | ja                                                   | empfohlen                               | Für Polizeikontrollen oder Autovermietungen empfiehlt es sich, eine Übersetzung des nationalen deutschen Führerscheins ins spanische mitzuführen. Alternativ ist auch der internationale Führerschein geeignet. |
| Costa Rica                                                                                          | ja, mit Reisepass                                    | empfohlen                               | Für Aufenthalte von bis zu 3 Monaten genügt das Mitführen des nationalen deutschen Führerscheins mit einem gültigen Reisepass. Für eventuelle Polizeikontrollen wird aufgrund der Verständigung empfohlen, einen internationalen Führerschein mitzuführen. |
| Ecuador                                                                                             | -                                                    | ja                                      | - |
| El Salvador                                                                                         | ja                                                   | empfohlen                               | Ab dem 27. August 2025 wird der Internationale Führerschein nach dem Wiener Abkommen von 1968 benötigt. |
| Guatemala                                                                                           | ja                                                   | empfohlen                               | - |
| Guayana                                                                                             | -                                                    | ja                                      | Fahren eines Kfz nur mit lokalem Führerschein gestattet, der gegen Vorlage des deutschen oder Internationalen Führerscheins erworben werden kann. |
| Honduras                                                                                            | -                                                    | ja                                      | - |
| Jamaika                                                                                             | -                                                    | ja                                      | - |
| Kolumbien                                                                                           | ja                                                   | empfohlen                               | - |
| Kuba                                                                                                | ja                                                   | -                                       | Bei einem Aufenthalt von mehr als drei Monaten muss der deutsche Führerschein in einen kubanischen Führerschein umgeschrieben werden. |
| Nicaragua                                                                                           | ja                                                   | -                                       | Der nationale deutsche Führerschein wird für touristische Kurzaufenthalte anerkannt. |
| Paraguay                                                                                            | -                                                    | ja                                      | Internationaler Führerschein nur für 90 Tage anerkannt. Für Aufenthalte über 90 Tage ist grundsätzlich eine paraguayische Fahrerlaubnis erforderlich. |
| Panama                                                                                              | ja                                                   | -                                       | Touristen können bis zu 90 Tage mit einem deutschen Führerschein in Panama fahren. Für einen Zeitraum darüber hinaus wird eine panamarische Fahrerlaubnis benötigt. |
| Peru                                                                                                | ja                                                   | ja                                      | Der deutsche nationale Führerschein und der internationale Führerschein werden anerkannt. Empfehlenswert ist eine spanischsprachige Übersetzung des nationalen deutschen Führerscheins, wenn kein internationaler Führerschein mitgeführt wird. |
| Suriname                                                                                            | -                                                    | ja                                      | - |
| Uruguay                                                                                             | im Scheckkartenformat für touristische Aufenthalte   | -                                       | Der deutsche Führerschein im Scheckkartenformat wird für touristische Aufenthalte als ausreichend anerkannt. |
| Venezuela                                                                                           | -                                                    | ja                                      | - |
| Australien/Ozeanien                                                                                 |                                                      |                                         | |
| Australien                                                                                          | ja, wird geduldet                                    | zusätzlich empfohlen                    | Australien ist nur beim Genfer Abkommen (1949) Vertragstaat. |
| Neuseeland                                                                                          | -                                                    | ja                                      | Mit dem nationalen Führerschein plus Übersetzung oder internationalem Führerschein darf bis zu 12 Monate gefahren werden. |
| Fidschi                                                                                             | -                                                    | ja                                      | - |
| Nauru                                                                                               | -                                                    | ja                                      | - |
| Papua-Neuguinea                                                                                     | -                                                    | ja                                      | - |
| Salomonen                                                                                           | -                                                    | ja                                      | - |
| Vanuatu                                                                                             | -                                                    | ja                                      | - |
| Asien                                                                                               |                                                      |                                         | |
| Afghanistan                                                                                         | -                                                    | ja                                      | Es liegen keine gesicherten Informationen vor, welche rechtlichen Bestimmungen zum Führerschein in Afghanistan angewendet werden. |
| Aserbaidschan                                                                                       | -                                                    | ja                                      | - |
| Armenien                                                                                            | ja                                                   | empfohlen                               | Bei einem längeren Aufenthalt oder bei einem Kauf eines Kfz wird grundsätzlich ein armenischer Führerschein benötigt. |
| Bahrain                                                                                             | -                                                    | ja                                      | - |
| Bangladesch                                                                                         | -                                                    | ja                                      | |
| Bhutan                                                                                              | -                                                    | ja                                      | - |
| Brunei Darussalam                                                                                   | -                                                    | ja                                      | - |
| China                                                                                               | -                                                    | -                                       | Ausländische bzw. internationale Führerscheine werden in China nicht anerkannt. Für Aufenthalte bis zu 3 Monate kann eine vorläufige Fahrerlaubnis erworben werden. In der Regel muss noch zusätzlich eine Fahrprüfung abgelegt werden. |
| Georgien                                                                                            | ja                                                   | ja                                      | Ein in der EU ausgestellter Führerschein bzw. der internationale Führerschein (1949, 1968) werden anerkannt. |
| Hongkong                                                                                            | ja                                                   | empfohlen                               | - |
| Indien                                                                                              | -                                                    | ja                                      | - |
| Indonesien                                                                                          | -                                                    | ja                                      | - |
| Irak                                                                                                | -                                                    | ja                                      | - |
| Iran                                                                                                | -                                                    | ja                                      | - |
| Israel                                                                                              | ja                                                   | -                                       | Nach 12 Monaten mit ständigem Wohnsitz muss der Führerschein umgeschrieben werden. |
| Japan                                                                                               | nur mit Übersetzung der JAF                          | -                                       | In Japan wird eine Übersetzung des nationalen Führerscheins gefordert, die bis zu einem Jahr nach Einreise gültig ist. Die Übersetzung kann von der Japan Automobile Federation (JAF) erstellt werden, die in großen Städten „International Service Counter“ betreibt. Die Gebühren betragen 3000 Yen (ca. 24 Euro) und sind in der Landeswährung zu entrichten. Einige spezialisierte Reisebüros in Deutschland bieten die Übersetzung vor einer Reise als Service an. |
| Jemen                                                                                               | -                                                    | ja                                      | - |
| Jordanien                                                                                           | ja                                                   | empfohlen                               | - |
| Kambodscha                                                                                          | -                                                    | ja                                      | Für deutsche Inhaber der Visum-Kategorie T ist der internationale Führerschein in Verbindung mit dem nationalen Deutschen Führerschein ausreichend. |
| Katar                                                                                               | ja                                                   | ja                                      | Der nationale deutsche Führerschein gilt nur sieben Tage lang. Danach muss man sich eine „Temporary Visitor’s Driving Licence“ ausstellen lassen. Mit dem internationalen Führerschein in Verbindung mit den deutschen nationalen Führerschein kann bis zu sechs Monate ab Einreise gefahren werden. |
| Kuwait                                                                                              | -                                                    | ja                                      | - |
| Laos                                                                                                | -                                                    | ja                                      | - |
| Libanon                                                                                             | -                                                    | ja                                      | Es wird der internationale Führerschein nach dem Pariser Abkommen (1926) oder Genfer Abkommen (1949) benötigt, da der Libanon nicht Vertragsstaat des Wiener Übereinkommens über den Straßenverkehr (1968) ist. |
| Macau                                                                                               | ja                                                   | empfohlen                               | - |
| Malaysia                                                                                            | -                                                    | ja                                      | Für Kurzaufenthalte ist der nationale deutsche Führerschein in Verbindung mit dem internationalen Führerschein ausreichend. |
| Mongolei                                                                                            | mit Übersetzung                                      | ja                                      | Der deutsche Führerschein wird in Verbindung mit einer Übersetzung von einem amtlichen Übersetzer für Aufenthalte bis zu einem Jahr anerkannt. Mit der Übersetzung gleichwertig ist auch ein internationaler Führerschein. |
| Myanmar                                                                                             | -                                                    | -                                       | Keine Anerkennung deutscher und internationaler Führerscheine. |
| Nepal                                                                                               | -                                                    | ja                                      | Der deutsche nationale Führerschein ist in Verbindung mit dem internationalen Führerschein für Aufenthalte von bis zu 15 Tagen ausreichend. Für Aufenthalte über 15 Tagen ist ein nepalesischer Führerschein erforderlich. |
| Nordkorea                                                                                           | -                                                    | -                                       | Das Führen von Kraftfahrzeugen ist in Rahmen einer touristischen Reise nicht möglich. Ausländische Führerscheine werden nicht anerkannt. |
| Oman                                                                                                | ja                                                   | empfohlen                               | Für Aufenthalte, die drei Monate überschreiten, wird ein omanischer Führerschein benötigt. |
| Osttimor                                                                                            | -                                                    | ja                                      | - |
| Pakistan                                                                                            | -                                                    | ja                                      | - |
| Philippinen                                                                                         | ja                                                   | -                                       | Der deutsche Führerschein ist für Aufenthalte bis zu drei Monaten ausreichend. |
| Saudi-Arabien                                                                                       | -                                                    | ja                                      | Seit Juni 2018 dürfen auch Frauen Auto fahren. |
| Sri Lanka                                                                                           | -                                                    | ja                                      | Der Inhaber des int. Führerscheins muss ein Antrag für ein „Recognition Permit“ bei der Automobile Association of Ceylon als Anerkennung des deutschen Führerscheins stellen. |
| Syrien                                                                                              | -                                                    | ja                                      | Es wird der internationale Führerschein nach dem Pariser Abkommen (1926) benötigt, da Syrien kein Vertragsstaat des Wiener Übereinkommens über den Straßenverkehr (1968) ist. |
| Südkorea                                                                                            | -                                                    | ja                                      | Internationale Führerscheine beider Abkommen sind gültig; seit 1. Januar 2002 gilt ebenso der internationale Führerschein nach dem Abkommen von 1968, aber eingeschränkt auf 1 Jahr ab Ausstellungsdatum. |
| Tadschikistan                                                                                       | -                                                    | ja                                      | - |
| Taiwan                                                                                              | -                                                    | ja                                      | - |
| Thailand                                                                                            | -                                                    | ja                                      | Es wird der internationale Führerschein nach dem Genfer Abkommen (1949) oder Wiener Abkommen (1968) benötigt. Wichtig ist weiterhin, dass der deutsche Führerschein der Klasse B nur zum Fahren eines 50 ccm-Motorrad/Moped berechtigt, die meisten Mopeds in Thailand jedoch 125 ccm und mehr aufweisen. Für einen üblichen 125-ccm-Roller ist also die A1-Fahrerlaubnisklasse zwingend erforderlich. Für ein Motorrad/Moped über 125 ccm ist sogar die Fahrerlaubnisklasse A2 oder A erforderlich. Bei einem Unfall hat man keinerlei Versicherungsschutz, wenn man nicht die erforderliche Fahrerlaubnisklasse nachweisen kann. Der Verleiher kontrolliert das Vorliegen der erforderlichen Fahrberechtigung nur selten. |
| Usbekistan                                                                                          | ja                                                   | -                                       | Eine Übersetzung des deutschen Führerscheins ins Russische oder Usbekische kann für die Interaktion mit den lokalen Behörden (bsp. Polizeikontrolle) vorteilhaft sein. |
| Vereinigte Arabische Emirate                                                                        | ja                                                   | empfohlen                               | Abhängig von der Mietwagenfirma und Standort wird häufig ein internationaler Führerschein verlangt. |
| Vietnam                                                                                             | -                                                    | ja                                      | Das Fahren von Motorrädern/Motorrollern mit >50ccm ist mit einem Führerschein der Klasse B nicht erlaubt. |
| Afrika                                                                                              |                                                      |                                         | |
| Ägypten                                                                                             | -                                                    | ja                                      | Ägypten ist am 15. Dezember 2023 dem Wiener Übereinkommen über den Straßenverkehr (1968) beigetreten, sodass ein internationaler Führerschein nach dem Wiener Übereinkommen über den Straßenverkehr (1968) ausreichend ist (Art. 41 Nr. 2, 48 des Wiener Übereinkommen über den Straßenverkehr (1968)). |
| Äquatorialguinea                                                                                    | -                                                    | ja                                      | |
| Äthiopien                                                                                           | ja                                                   | empfohlen                               | Das Führen von Kraftfahrzeugen ist mit einem gültigen nationalen oder internationalen Führerschein innerhalb der ersten 45 Tage gestattet, danach muss ein äthiopischer Führerschein beantragt werden, den ausländische Staatsangehörige nur in Addis Abeba beantragen können. |
| Algerien                                                                                            | ja                                                   | empfohlen                               | - |
| Angola                                                                                              | -                                                    | ja                                      | Für den deutschen Führerschein sollte eine Übersetzung in portugiesischer Sprache mitgeführt werden. |
| Benin                                                                                               | -                                                    | ja                                      | - |
| Botsuana                                                                                            | mit amtlicher Übersetzung                            | ja                                      | - |
| Burkina Faso                                                                                        | ja                                                   | empfohlen                               | Gegen Vorlage des deutschen Führerscheins kann eine temporäre Fahrerlaubnis ausgestellt werden. |
| Cabo Verde                                                                                          | -                                                    | ja                                      | - |
| Dschibuti                                                                                           | ja                                                   | ja                                      | Ein nationaler deutscher Führerschein oder ein internationaler Führerschein werden anerkannt. |
| Elfenbeinküste (Côte d’Ivoire)                                                                      | -                                                    | ja                                      | - |
| Eritrea                                                                                             | -                                                    | ja                                      | - |
| Eswatini                                                                                            | -                                                    | ja                                      | |
| Demokratische Republik Kongo                                                                        | -                                                    | ja                                      | Trotz internationalen Führerschein kann die Anerkennung verweigert werden, die Weiterfahrt untersagt und zu Zahlungen aufgefordert werden. |
| Gabun                                                                                               | ja                                                   | empfohlen                               | Von offizieller Seite ist nur der nationale deutsche Führerschein mit französischer Übersetzung vorgeschrieben. Zur Vermeidung von Schwierigkeiten wird der internationale Führerschein empfohlen. |
| Gambia                                                                                              | -                                                    | ja                                      | - |
| Ghana                                                                                               | -                                                    | ja                                      | - |
| Guinea                                                                                              | ja                                                   | empfohlen                               | - |
| Guinea-Bissau                                                                                       | -                                                    | ja                                      | - |
| Kamerun                                                                                             | -                                                    | ja                                      | |
| Kenia                                                                                               | -                                                    | ja                                      | - |
| Lesotho                                                                                             | mit beglaubigter Übersetzung ins Englische           | ja                                      | - |
| Libyen                                                                                              | -                                                    | ja                                      | - |
| Madagaskar                                                                                          | -                                                    | ja                                      | - |
| Mali                                                                                                | -                                                    | ja                                      | - |
| Marokko                                                                                             | ja                                                   | ja                                      | Der nationale deutsche Führerschein ist für Aufenthalte von bis zu einem Jahr ausreichend, bei längerem Aufenthalt muss eine marokkanische Fahrerlaubnis beantragt werden. Für nationale Führerscheine aus Ländern, mit welchen Marokko keine Gegenseitigkeitsvereinbarungen abgeschlossen hat, wird der internationale Führerschein benötigt. Alle internationalen Führerscheine nach den jeweiligen drei Abkommen werden anerkannt. |
| Malawi                                                                                              | -                                                    | ja                                      | - |
| Mauretanien                                                                                         | -                                                    | ja                                      | - |
| Mauritius                                                                                           | -                                                    | ja                                      | In Verbindung mit einem nationalen deutschen Führerschein, der mind. ein Jahr alt sein muss. Bei der Verkehrsabteilung des Polizeihauptquartiers in Port Louis, Line Barracks kann ersatzweise eine temporäre Fahrerlaubnis ausgestellt werden, wenn man den internationalen Führerschein nicht besitzt. Der nationale deutsche Führerschein im Scheckkartenformat wird in der Praxis toleriert. |
| Namibia                                                                                             | -                                                    | ja                                      | Alternativ amtliche Übersetzung des Führerscheins in Englisch möglich. |
| Niger                                                                                               | -                                                    | ja                                      | - |
| Republik Kongo                                                                                      | -                                                    | ja                                      | - |
| Südafrika                                                                                           | -                                                    | ja                                      | - |
| Sambia                                                                                              | -                                                    | ja                                      | - |
| Senegal                                                                                             | -                                                    | ja                                      | - |
| Seychellen                                                                                          | ja                                                   | -                                       | - |
| Sierra Leone                                                                                        | -                                                    | ja                                      | - |
| Simbabwe                                                                                            | -                                                    | ja                                      | - |
| Sudan                                                                                               | -                                                    | ja                                      | - |
| Südsudan                                                                                            | -                                                    | ja                                      | - |
| Togo                                                                                                | im Scheckkartenformat                                | empfohlen                               | - |
| Tschad                                                                                              | -                                                    | ja                                      | - |
| Tunesien                                                                                            | ja                                                   | empfohlen                               | - |
| Zentralafrikanische Republik                                                                        | -                                                    | ja                                      | - |

Quelle: